# Czakwindżi
Czakwindżi (gruz. ჭაქვინჯი) – wieś w Gruzji, w regionie Megrelia-Górna Swanetia, w gminie Zugdidi. W 2014 roku liczyła 996 mieszkańców.